# The Far Side
The Far Side – seria jednopanelowych komiksów publikowanych między 1980 a 1995 przez Gary’ego Larsona. Ich surrealistyczny humor opierał się często na niezręczności sytuacji społecznych, niespotykanych zbiegach okoliczności i nieuniknionych wypadkach, absurdalnej antropomorfizacji otoczenia, czy zaskakujących błędach rozumowania. Unikatowy styl łączący delikatny, dziecięcy styl rysowania z ponurymi i groteskowymi tematami zyskał znaczne uznanie wśród krytyków, i stał się inspiracją dla wielu późniejszych prac, w tym internetowych komiksów Doctor Fun oraz The Perry Bible Fellowship.
Większość opublikowanych komiksów opiera się na pojedynczym, prostokątnym panelu, pod którym znajduje się dialog lub tytuł stanowiący puentę; w nielicznych przypadkach, Larson wykorzystywał jednak dymki. Często powtarzającymi się elementami komiksów były zwierzęta (zwłaszcza krowy na farmie, kaczki, słonie), farmerzy, naukowcy (nieodmiennie w białych fartuchach), ameby, jaskiniowcy, czy w końcu kosmici. Większość bohaterów była otyła lub nosiła okulary (a gdy ich nie nosiła, oczy były zwykle zaznaczone pojedynczą poziomą kreską).
W serii opisana została fikcyjna fobia – anatidaefobia, czyli lęk przed spojrzeniem kaczek.
Wszystkie 23 wydane części The Far Side znalazły się na liście bestsellerów „The New York Times”. Sam komiks otrzymał nagrody od National Cartoonist Society w 1985 i 1988, nagrodę Reuben Award w 1990 i 1994, oraz liczne inne wyróżnienia na całym świecie.
Wbrew woli autora, pojedyncze odcinki były i do dziś są regularnie powielane w internecie. W krajach, gdzie The Far Side nie został wydany (m.in. w Polsce), wiele osób rozpoznaje styl tych komiksów, ale nie potrafi powiązać go z żadnym autorem.